# لا سوفريير (بركان)
لا سوفريير (بالإنجليزية: La Soufrière)‏ أو كما يعرف باسم سوفريير سانت فينسنت (بالإنجليزية: Soufrière Saint Vincent)‏ هو بركان نشط يقع في جزيرة سانت فينسنت البركانية، والتابعة لسانت فينسنت والغرينادين.
يقع البركان في أعلى قمة في سانت فنسنت، وقد سجلت خمسة انفجارات بركانية منذ عام 1718؛ وكان آخرها في أبريل 2021.

## الجغرافيا والتكوين الجيولوجي
على ارتفاع 1,234 متراً (4,049 قدمًا) تقع قمة لا سوفريير، وهي أعلى قمة في سانت فنسنت وكذلك أعلى نقطة في جزيرة سانت فينسنت وكذلك الأعلى على الإطلاق في جزر سانت فينسنت والغرينادين. يوصف بركان لا سوفريير بأنه بركان طبقي في قمته بحيرة فوهية. وهو أصغر البراكين عمراً في الجزيرة ويقع في أقصى الشمال.

## تاريخ النشاط البركاني
شهدت لا سوفريير خمسة انفجارات متفجرة خلال الفترة التاريخية المسجلة. اندلعت بعنف في 1718، 1812، 1902، 1979، و 2021. تنتمي لوحة شهيرة للرسام تيرنر للثوران في 30 أبريل 1812 إلى معرض ومتحف فيكتوريا في جامعة ليفربول. أدى ثوران بركان سانت فنسنت في 6 مايو 1902 إلى مقتل 1680 شخصًا، قبل ساعات فقط من ثوران بركان جبل بيليه في مارتينيك الذي أودى بحياة 29000 شخص. كانت منطقة الموت، حيث قُتل جميع الأشخاص تقريبًا، بشكل أساسي داخل موطن جزيرة الكاريبي، وهم من السكان الأصليين لجزر الأنتيل الصغرى في منطقة البحر الكاريبي، كما دمرت آخر بقايا كبيرة من ثقافة الكاريبي نتيجة البركان.
لم يتسبب ثوران البركان في أبريل 1979 في وقوع إصابات حيث سمح التحذير المسبق لآلاف السكان المحليين بالإخلاء إلى الشواطئ القريبة. تسبب ثوران عام 1979 في تكوين عمود رماد كبير وصل إلى باربادوس، 100 ميل (160 كـم) شرق البركان.

### ثوران 2020-2021

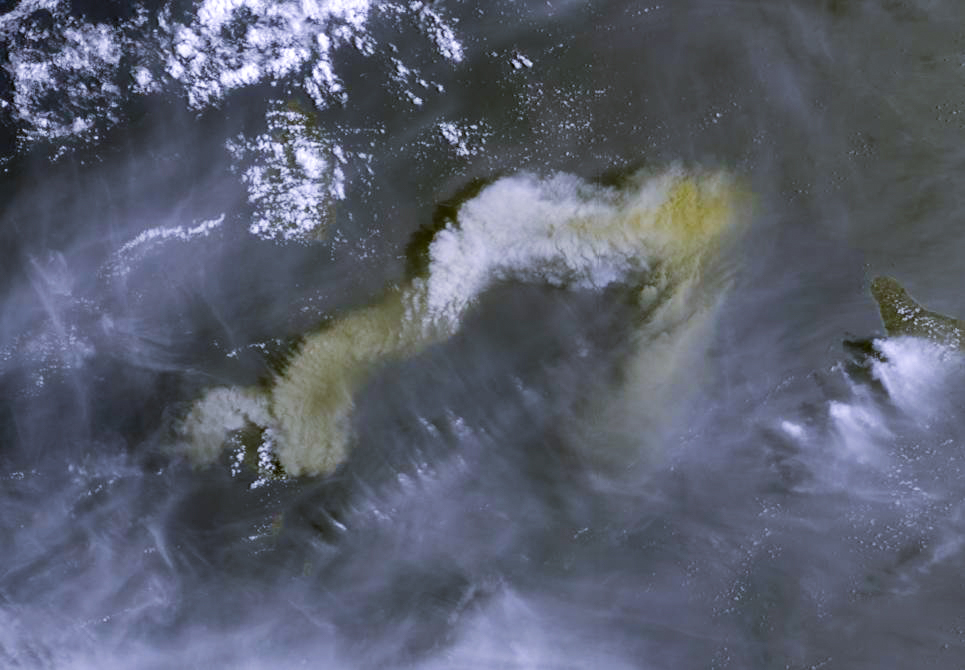
عمود بركاني شوهد في 9 أبريل 2021 بواسطة القمر الصناعي Sentinel-3B

لوحظ زيادة النشاط البركاني في ديسمبر 2020؛ شكل الانبثاق البركاني قبة حمم بركانية جديدة داخل فوهة البركان في 27 ديسمبر. بدأ المسؤولون الحكوميون جهود التوعية للسكان في المنطقة طوال شهري ديسمبر ويناير، من أجل مراجعة خطط الإخلاء في حالة تصاعد النشاط البركاني في البركان. استمر الانفجار السريع في يناير، وخلال هذه الفترة نمت قبة الحمم البركانية بين 100 و 200 متر (330 و 660 قدم) عرض و 900 متر (3,000 قدم) طول. في فبراير 2021، كانت قبة الحمم البركانية لا تزال تنمو بنشاط، حيث أطلقت أعمدة الغاز والبخار من قمتها. بحلول 22 مارس 2021، بلغ قياس قبة الحمم 105 متر (344 قدم) طول و 243 متر (797 قدم) عرض و921 متر (3,022 قدم) ارتفاع. كانت انبعاثات ثاني أكسيد الكبريت تتولد من أعلى القبة. في 8 أبريل 2021، بعد زيادة مطردة في النشاط البركاني والزلزالي خلال الأيام السابقة، أُعلن عن «إنذار أحمر» واعتبر أمر الإخلاء الذي صدر كمرحلة متفجرة من الثوران وشيكًا.
حدث انفجار بركاني في الساعة 8:41 صباحًا بالتوقيت المحلي في اليوم التالي، حيث وصل عمود الرماد إلى 10,000 م (33,000 قدم) والانجراف شرقا نحو المحيط الأطلسي. بحلول ذلك الوقت، كان ما يقرب من 20000 شخص قد أخلوا المنطقة المحيطة بالبركان. في اليوم نفسه، جرى التحذير من أن الثوران «من المرجح أن يستمر لأيام وربما أسابيع»، وأُبلغ عن اندلاع متفجر آخر، تولّد بواسطة نبضات متعددة من الرماد، بعد ظهر يوم 9 أبريل. اعتبارًا من مساء يوم 9 أبريل في الساعة 6:45 مساءً بالتوقيت المحلي، كان هناك انفجار ثالث متفجر، وفقًا لمركز أبحاث الزلازل بجامعة الهند الغربية
ووافقت سانت لوسيا وغرينادا وأنتيغوا وبربادوس على استقبال الأشخاص الذين جرى إجلاؤهم. شجع رئيس الوزراء رالف غونسالفيس الأشخاص الذين يتم إجلاؤهم إلى ملاجئ في أماكن أخرى في سانت فنسنت على أخذ لقاح كوفيد-19. أعلن وزير الخارجية الفنزويلي خورخي أريزا عبر تويتر أن بلاده سترسل إمدادات إنسانية وخبراء في المخاطر.

## أصل التسمية
يُطلق على العديد من البراكين في منطقة البحر الكاريبي اسم سوفريير وتعني (بالفرنسية: "الكبريت"). من بينها سوفريير هيلز في مونتسرات ولا غراند سوفريير في غوادلوب.